# Ernst (Sachsen-Hildburghausen)

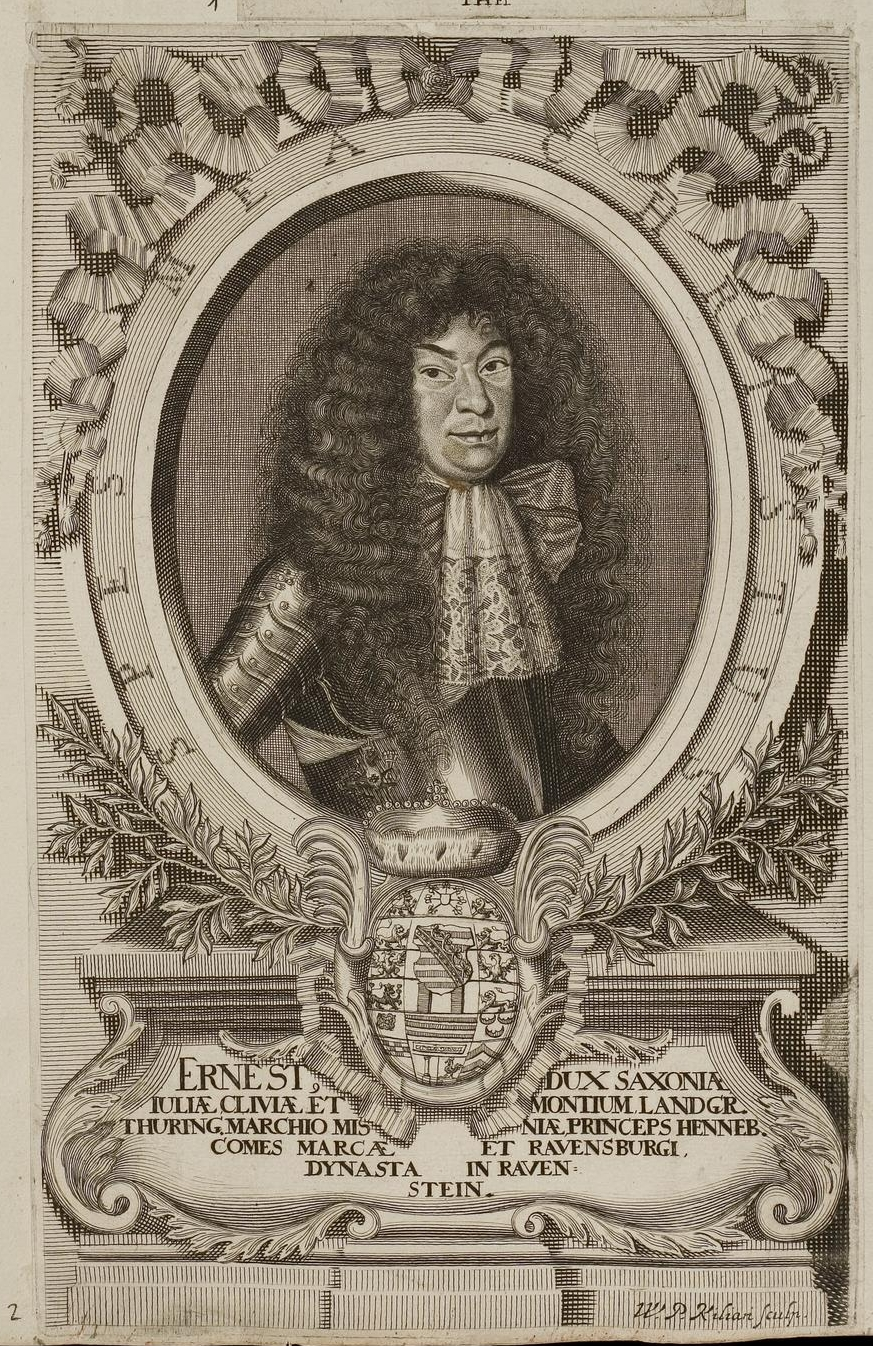
Herzog Ernst von Sachsen-Hildburghausen

Ernst von Sachsen-Hildburghausen (* 12. Juli 1655 in Gotha; † 17. Oktober 1715 in Hildburghausen) war Herzog von Sachsen-Gotha-Altenburg sowie erster Herzog und Stifter der Linie Sachsen-Hildburghausen.

## Leben

### Herkunft
Ernst war der sechste der sieben Söhne des Herzogs Ernst I. von Sachsen-Gotha (1601–1675) aus dessen Ehe mit Elisabeth Sophia (1619–1680), einziger Tochter des Herzogs Johann Philipp von Sachsen-Altenburg.

### Erster Herzog von Sachsen-Hildburghausen
Zunächst regierten die sieben Söhne Ernsts des Frommen gemeinschaftlich über Sachsen-Gotha-Altenburg. Ernst stand dabei zunächst unter Vormundschaft seines ältesten Bruders Friedrich. Am 24. Februar 1680 kam es durch einen Vertrag der Brüder zur Landesteilung. Ernst wurde dabei Gründer und erster Herzog von Sachsen-Hildburghausen. Er erhielt die Ämter und Städte Hildburghausen, Heldburg und Eisfeld sowie das Amt Veilsdorf und das halbe Amt Schalkau. Nach einem Vergleich mit seinem Bruder Friedrich erhielt er 1683 zusätzlich das Amt Königsberg aus dem Besitz seines Bruders Heinrich und nach dem Tod seines Bruders Albrecht 1699 auch das Amt Sonnefeld. Um Albrechts Erbe war er mit seinem Bruder Bernhard erheblich in Streit geraten und wurde 1705 in einem Vergleich mit Sonnefeld abgefunden. Das Land wurde nach dem Tod Heinrichs von Römhild 1714 um das Amt Behrungen, die Echterschen Lehen und Milz vergrößert. 1702 war das Land aus dem „Nexus Gothanus“ gelöst worden und Ernst erhielt dadurch volle landesfürstliche Hoheit.

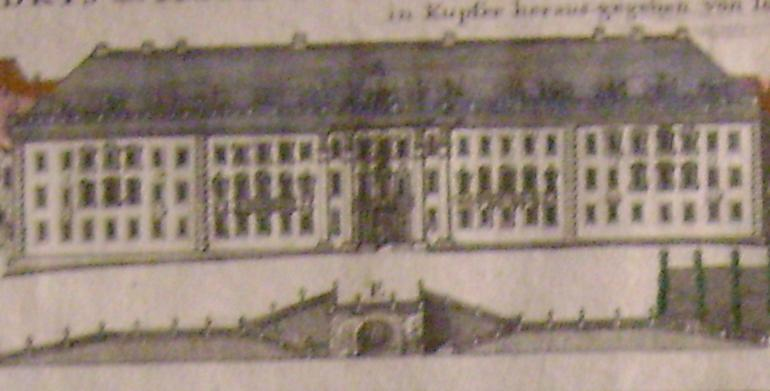
Das Residenzschloss in Hildburghausen

Ernst begann 1685 in Hildburghausen mit dem Schlossbau und der Anlage eines dazugehörigen Gartens. Bis zur Fertigstellung der Residenz 1695 hatte er auf den Schlössern in Eisfeld und Heldburg gelebt. Im Jahr 1711 genehmigte der Herzog im Rahmen eines Stadterweiterungsplans den Bau der Neustadt mit der Ansiedlung französischer Hugenottenfamilien in Hildburghausen, die nach der Aufhebung des Edikt von Nantes aus Frankreich vertrieben wurden und die Ernst mit besonderen Privilegien ausstattete. Im selben Jahr wurde durch den Kaiser die Primogeniturordnung im Fürstentum bestätigt, die Ernst in seinem Testament 1703 festgelegt hatte. Herzog Ernst wurde 1706 das Reichsvotum, das aus der Grafschaft Henneberg übergekommen war, bei den Reichstagen in Regensburg zuerkannt. 1714 gründete er in Hildburghausen ein Gymnasium und starb im Jahr darauf als Senior der Ernestiner am „Schlagfluss“. Bestattet wurde Ernst in der Fürstengruft der Hildburghäuser Schlosskirche, die Gruft 1925 auf den Hildburghäuser Friedhof verlegt.
Durch die Einrichtung der neuen Residenz, zu der auch der Bau des herzoglichen Sommer- und Jagdschlosses Seidingstadt gehörte, des Hofstaats und der Regierung, aber auch durch seine kostspieligen Feldzüge und den Unterhalt für ein Leibregiment, begann wie bei seinen Brüdern eine starke Verschuldung des Fürstentums, die auch durch immer größere Steuererhebungen nicht mehr reduziert werden konnte. Für das Schloss in Hildburghausen allein waren die Extrasteuern von fünf auf vierzehn erhöht worden.

### Militärkarriere
Ernst begann 1675 seine Militärdienste. Als Rittmeister der Kavallerie kämpfte er gemeinsam mit seinem Schwiegervater 1683 beim Entsatz von Wien, 1685 während der Verfolgung der sich zurückziehenden türkischen Truppen bei Gran und bei der Eroberung von Neuhäusel. Später stand Ernst in holländischen Diensten gegen Ludwig XIV. Als Oberst war er bei der Eroberung von Kaiserswerth beteiligt und nahm an der Schlacht bei Fleurus teil.

## Ehe und Nachkommen
Am 30. November 1680 vermählte Ernst sich in Arolsen mit Gräfin Sophia Henriette (1662–1702), Tochter des Grafen (seit 1682 Fürst) Georg Friedrich zu Waldeck, mit der er folgende Kinder hatte:
- Ernst Friedrich I. (1681–1724), Herzog von Sachsen-Hildburghausen

⚭ 1704 Gräfin Sophia Albertine von Erbach-Erbach (1683–1742)
- Sophie Charlotte (1682–1684)
- Sophie Charlotte (1685–1710)
- Karl Wilhelm (1686–1687)
- Joseph Friedrich (1702–1787), Generalfeldmarschall

⚭ 1738 (getrennt 1752) Anna Victoria von Savoyen (1683–1763)